# Martorell
Martorell – miasto w Katalonii, w prowincji Barcelona i comarca Baix Llobregat.
Liczba ludności Martorell w latach 1900–2009.
| 1900 | 1930 | 1950 | 1970  | 1986  | 2002  | 2009  |
| ---- | ---- | ---- | ----- | ----- | ----- | ----- |
| 3221 | 4972 | 5887 | 13086 | 16170 | 24549 | 26681 |

## Gospodarka
W mieście istnieje główna fabryka Seata, w której produkowano m.in.: w latach 1996–2003 Volkswagena Caddy i Seata Inca. Znajduje się również zakład chemiczny należący do Solvay SA.
W mieście jest stacja kolejowa Martorell.

## Zabytki
- Pont del Diable (Diabelski Most). Symbol gminy, zbudowany w 1283 r. na rzymskich fundamentach. Zniszczony przez wycofujące się oddziały komunistyczne w 1939 r. w czasie hiszpańskiej wojny domowej, zrekonstruowany w 1962 r.
- Kościół Santa Margarida. Okres wizygocki, odbudowany w stylu romańskim.
- Zamek Rosanes.
- Klasztor kapucynów. W XVII i XVIII.

## Miasta partnerskie
- Borgo a Mozzano (Włochy)
- Chevilly-Larue (Francja)